# 八女市立上陽北汭学園
八女市立上陽北汭学園（やめしりつ じょうようほくぜいがくえん）は、福岡県八女市上陽町にある公立の義務教育学校。

## 概要
上陽中学校と北川内小学校を統合し、八女市初の小中一貫校として開校し、校種変更により、義務教育学校に転換した。『4・3・2制』を採る。

## 沿革
- 2007年（平成19年） - 北川内小学校と上陽中学校による小中一貫教育校構想が出される。
- 2008年（平成20年） - 小中一貫教育の試行がなされる。北川内小学校PTAと上陽中学校PTAが統合する。
- 2009年（平成21年）4月1日 - 上陽北汭学園が開校。
- 2011年（平成23年） - 東校舎に新校舎が増築される。
- 2012年（平成24年） - 施設一体型校舎による小中一貫教育を開始する。職員室が1つとなり、校長1名、教頭2名体制となる。
- 2017年（平成29年）4月1日 - 義務教育学校への校種変更により、八女市立上陽北汭学園と改称。

## 学区
前期課程
- 北川内第1・北川内第2・北川内第3・北川内第4・北川内第5・久木原・下横山第1・下横山第2・上横山第1・上横山第2

後期課程
- 前期課程と同じ

## 周辺
- 福岡県道52号八女香春線
- 福岡県道70号田主丸黒木線 - 本校付近で、県道52号と重複。
- 八女消防本部八女消防署上陽分署
- 上陽公民館

## アクセス
- 堀川バス星野線
  - 「下上名」バス停下車後、徒歩約230m・3～4分。
  - 「祇園堂」バス停下車後、徒歩約420m・6～7分。
    - なお、「祇園堂」バス停から、学校敷地内までは近いが、道路の関係で、「下上名」バス停の方が近い。